# Francis De Greef
Pour les articles homonymes, voir Greef.

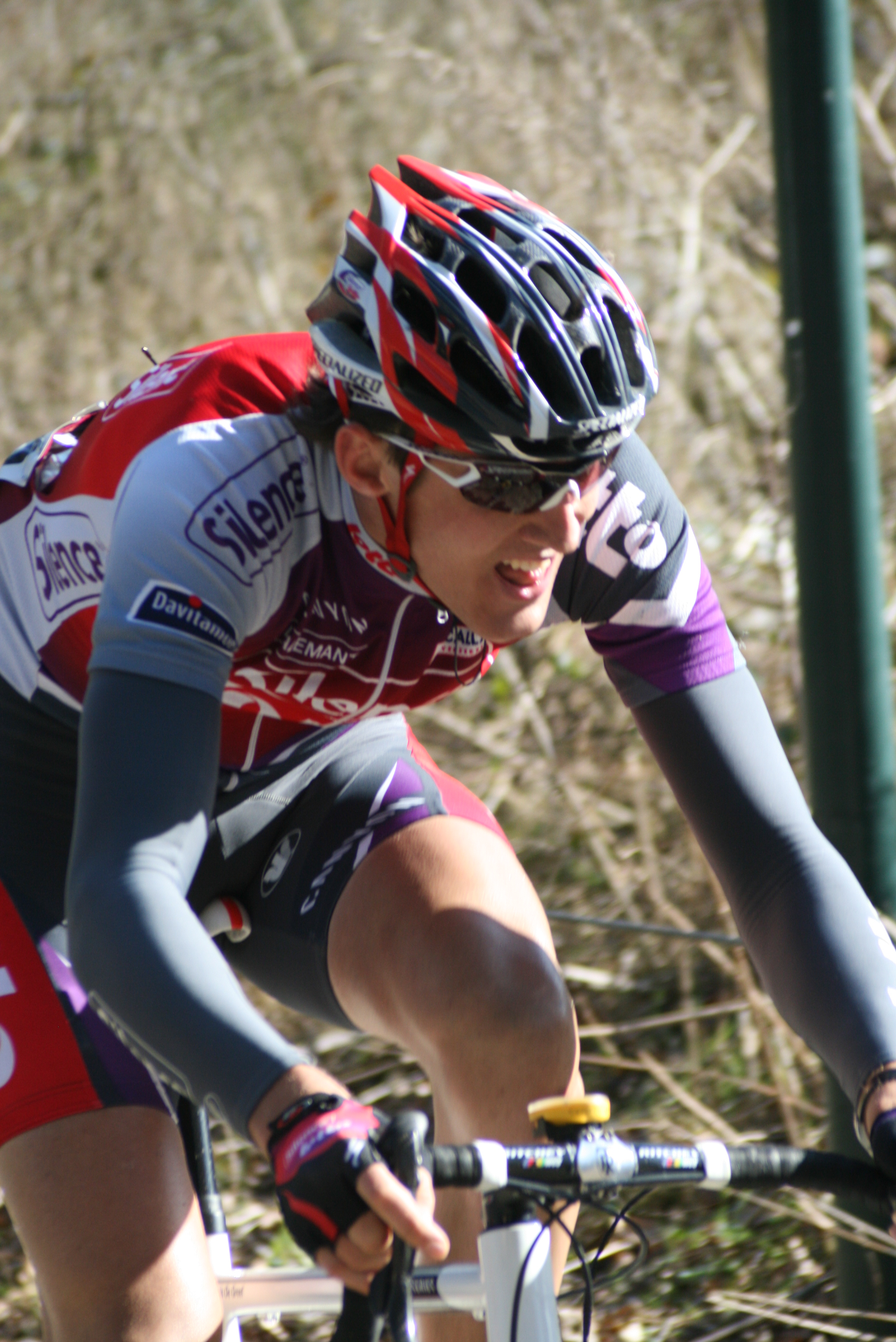
Francis De Greef au mont Kemmel, lors des Trois Jours de Flandre-Occidentale 2009

Francis De Greef, né le 2 février 1985 à Rumst, est un coureur cycliste belge, professionnel de 2008 à 2015.

## Biographie
Francis De Greef intègre en 2005 l'équipe continentale belge Bodysol-Win for Life-Jong Vlaanderen. Il remporte cette année-là la Flèche ardennaise. En 2007, l'équipe prend le nom de Davitamon-Win for life-Jong Vlaanderen. Francis De Greef remporte notamment le titre de champion de Belgique contre-la-montre des moins de 23 ans et le Tour de Lleida. À la fin du mois de septembre, il participe avec l'équipe de Belgique des moins de 23 ans aux championnats du monde sur route à Stuttgart, en Allemagne. Il s'y classe dixième du contre-la-montre, à une minute et trente secondes du vainqueur Lars Boom, et 54e de la course en ligne.
Francis De Greef devient professionnel en 2008 au sein de l'équipe ProTour belge Silence-Lotto. Il participe à son premier grand tour, le Tour d'Italie, qu'il termine à la 40e place. Huitième des Trois Jours de Flandre-Occidentale en début de saison 2009, il participe à nouveau au Giro, qu'il termine 21e et premier coureur de Silence-Lotto du classement général. Après disqualifications pour dopage de plusieurs coureurs, il est finalement classé 17e. En septembre, il dispute le Tour d'Espagne, où il prend la 21e place du classement général, tandis que le leader de l'équipe, l'Australien Cadel Evans, finit troisième. Francis De Greef participe ensuite à la course en ligne des championnats du monde sur route. Il figure dans un groupe échappé et ne termine pas la course, que remporte Cadel Evans. En 2010, il est une nouvelle fois 21e du Tour d'Italie, premier Belge et premier coureur de son équipe, devenue Omega Pharma-Lotto. En juillet, il dispute son premier Tour de France. Il le termine à la 72e place, tandis que le leader de l'équipe Jurgen Van den Broeck est quatrième, réalisant la meilleure performance pour un Belge sur cette épreuve depuis Claude Criquielion en 1986. En 2011, Francis De Greef prend part à la Flèche wallonne et à Liège-Bastogne-Liège, remportées par son leader Philippe Gilbert, auteur d'un triplé avec sa victoire à l'Amstel Gold Race. Il dispute ensuite le Tour d'Italie, où il se classe 24e. Durant l'été, il prend part à sa deuxième Vuelta. Il est 29e du classement général et Jurgen Van den Broeck huitième. À l'issue de cette saison, Philippe Gilbert remporte le classement individuel de l'UCI World Tour et Omega Pharma-Lotto le classement par équipes.
Les sponsors Omega Pharma et Lotto se séparent : Omega Pharma devient le sponsor principal de l'équipe Quick Step, qui prend le nom d'Omega Pharma-Quick Step, tandis que la loterie nationale forme une nouvelle équipe. Comme une majorité des coureurs et des membres de l'encadrement de l'équipe, il rejoint cette dernière, nommé Lotto-Belisol, avec laquelle il signe un contrat de deux ans. Il termine 19e du Tour d'Italie et dispute le Tour de France. En 2013, il est 21e du Tour d'Italie et 41e du Tour d'Espagne. À l'issue de cette saison 2013, il n'est pas conservé par l'équipe Lotto-Belisol. Il rejoint en 2014 l'équipe continentale professionnelle Wanty-Groupe Gobert.
 Son contrat n'est pas renouvelé pour la saison 2016. Le 27 décembre 2015, il annonce mettre un terme à sa carrière.

## Palmarès et résultats

### Palmarès par année
- 2003
  - 2e du championnat de la province d'Anvers du contre-la-montre juniors
  - 3e de Remouchamps-Ferrières-Remouchamps
- 2005
  - Flèche ardennaise
  - 3e du championnat de Belgique du contre-la-montre espoirs
- 2006
  - 3e du Tour de Liège
- 2007
  -  Champion de Belgique du contre-la-montre espoirs
  - Circuit de Wallonie
  - Tour de Lleida :
    - Classement général
    - 3e et 5ea (contre-la-montre par équipes) étapes

  - Prologue du Tour de la province d'Anvers
  - 2e de la Ronde de l'Isard
  - 2e de Romsée-Stavelot-Romsée
  - 3e du Triptyque des Barrages
- 2014
  - 3e de la Puivelde Koerse

### Résultats sur les grands tours

#### Tour de France
2 participations
- 2010 : 72e
- 2012 : 102e

#### Tour d'Italie
6 participations
- 2008 : 40e
- 2009 : 17e[8],[9].
- 2010 : 21e
- 2011 : 24e
- 2012 : 19e
- 2013 : 21e

#### Tour d'Espagne
3 participations
- 2009 : 21e
- 2011 : 29e
- 2013 : 41e

### Classements mondiaux
| Année           | 2005 | 2006 | 2007 | 2008 | 2009 | 2010 | 2011 | 2012 | 2013 |
| --------------- | ---- | ---- | ---- | ---- | ---- | ---- | ---- | ---- | ---- |
| UCI World Tour  |      |      |      |      |      |      |      | 194e | nc   |
| UCI Europe Tour | 294e | 710e | 96e  |      |      |      |      |      |      |